# Eleanor Clark
Eleanor Clark (* 6. Juli 1913 in Los Angeles; † 16. Februar 1996 in Boston) war eine US-amerikanische Schriftstellerin.

## Leben
Clark wurde im Sommer 1913 in Los Angeles als Tochter eines Bergbauingenieurs geboren und verbrachte ihre Kindheit an wechselnden Orten in Europa und der US-Ostküste. Ihr Großvater väterlicherseits war der Ökonom John Bates Clark, mütterlicherseits der Jurist und Dichter Charles Henry Phelps. Nach Abschluss ihrer Schulbildung nahm sie Anfang der 1930er Jahre ein Studium am Vassar College auf, wo sie für verschiedene Studentenzeitungen schrieb und sich politisch als Friedensaktivistin und Befürworterin von Arbeiterrechten hervortat. Nach ihrem Abschluss ging sie nach New York City, wo sie in den Kreisen der linksliberalen, intellektuellen Elite bewegte und für entsprechende Publikationen wie The Nation und The Partisan Review als Autorin und Kritikerin schrieb. Politisch war sie in dieser Zeit überzeugte Trotzkistin und arbeitete 1937 sogar für einige Zeit als Übersetzerin für den im mexikanischen Exil lebenden Leo Trotzki selbst. Eine kurze Heirat verband sie mit Trotzkis Sekretär Jan Frankel.
In den 1940ern wurde Clark zunehmend politisch moderater und konzentrierte sich vornehmlich auf das Schreiben, in erster Linie als Autorin und Kritikerin für unterschiedliche Magazine der liberalen Ostküste. Während des Zweiten Weltkriegs arbeitete sie zudem für das Office of Strategic Services in Washington, D.C. 1943 veröffentlichte sie eine Übersetzung von Ramón J. Senders Roman Epitalamio Del Prieto Trinidad (Dark Wedding), 1946 folgte ihr Debütroman The Bitter Box. Motiviert durch das dafür erhaltene Lob und abgesichert durch mehrere Stipendien und Preise begann sie danach, an ihrem zweiten Buch zu arbeiten, für das sie Ende der 1940er weitläufige Reisen durch das Italien der Nachkriegszeit unternahm. Ihren Erfahrungsbericht publizierte sie 1952 unter dem Titel Rome and a Villa, für das sie im Jahr darauf für den National Book Award for Nonfiction nominiert wurde. Ebenfalls 1952 heiratete sie den Schriftsteller und Literaturkritiker Robert Penn Warren, mit dem sie zwei Kinder bekam und nach Fairfield im Bundesstaat Connecticut zog.
Anfang der 1960er inspirierte eine Urlaubsreise in die Bretagne Clark zu einem Buch über die lokale Austernzucht. Das Buch The Oysters of Locmariaquer wurde 1964 veröffentlicht und gewann ein Jahr später den National Book Award for Nonfiction. Wie schon die römische Architektur in Rome and a Ville nutzte Clark die Austernzucht als Ausgangspunkt für weitläufige Exkurse in Geschichte, Kultur und Philosophie. In den nächsten Jahren folgten einige weniger bekannte Romane und Sachbücher, ehe sie in den 1970ern zunehmend durch eine Makuladegeneration beeinträchtigt wurde, die sie 1977 zu ihrem letzten großen Werk Eyes Etc. inspirierte. Sieben Jahre nach ihrem Ehemann verstarb Clark 1996 im Alter von 82 Jahren in einem Pflegeheim in Boston. In einem Nachruf in der New York Times würdigte sie der Journalist Robert McG. Thomas Jr. als „Meister-Stilistin“. Ihr Nachlass befindet sich im Besitz der Yale University.

## Ehrungen
- 1947: Guggenheim-Stipendium[5]
- 1947: Arts and Letters Award in der Sektion „Literature“ des National Institute of Arts and Letters[6]
- 1950: Guggenheim-Stipendium[5]
- 1965: National Book Award for Nonfiction für The Oysters of Locmariaquer[3]
- 1968: Aufnahme in die American Academy of Arts and Letters[7]

## Veröffentlichungen
Sachliteratur
- Roma and a Villa. Doubleday, New York 1952.
- The Oysters of Locmariaquer. Pantheon Books, New York 1964.
- Eyes, Etc.: A Memoir. Pantheon Books, New York 1977. ISBN 0-394-41550-7.
- Tamrart: 13 Days in the Sahara. Stuart Wright, New York 1984. ISBN 0-913773-15-8.

Prosa
- The Bitter Box. Doubleday, Garden City 1946.
- Baldur’s Gate. Pantheon Books, New York 1970.
- Dr. Heart: A Novella and Other Stories. Pantheon Books, New York 1974. ISBN 0-394-49411-3.
- Gloria Mundi: A Novel. Pantheon Books, New York 1979. ISBN 0-394-50536-0.
- Camping Out. G. P. Putnam’s Sons, New York 1986. ISBN 0-399-13122-1.

Übersetzungen
- Ramón J. Sender: Dark Wedding. Doubleday, Doran & Co., Garden City 1943.

Kinderliteratur
- The Song of Roland. Illustriert von Leonard Everett Fisher. Random House, New York 1960.